# Кутя
Кутя (бъл. варено жито, коливо, рум. colivă, серб. кољиво, пол. kutia, тур. ашурѐ) – церемониално ястие, което се сервира на масата в навечерието на Коледа – Бъдни вечер – заедно с останалите дванадесет ястия. Характерно е и се приготвя в кухнята на някои славянски държави – Русия, Украйна, България.
Задължително компоненти на кутя от древни времена са пшеница, маково семе, ядки (орехи, бадеми, лешници) и мед. Днес кутя се приготвя като се добавят и други съставки – стафиди, шоколад.
С използването на кутя започва Бъдни вечер. На Бъдни вечер, преди вечеря, стопанката поставя кутя на празничната маса с тиква или голяма купа. Стопанинът благославя приготвената храна: три пъти прекръства храната с лъжица в ръка и казва, че семейството желае да започне съвместна вечеря. Домакинята любезно кани на трапезата като казва „Мраз, мраз, ела да хапнеш кутя.“ (на украински: Мороз, мороз, іди кутю їсти!).

## Виждам също
- Ниви
- Бъдни вечер
- Дванадесет ястия
- Сочиво